# سكوبي دو (فلم 2002)
سكوبي دو (بالإنجليزية: Scooby-Doo) هو فيلم كوميدي مغامرات خارق للطبيعة أمريكي يعمل بالحركة الحية/ رسوم متحركة بالكمبيوتر صدر عام 2002، من إخراج رجا جوسنيل، سيناريو جيمس غان، والبطولة فريدي برينز جونيور، سارة ميشيل جيلار، ماثيو ليلارد، ليندا كارديليني، إيسلا فيشر وروان أتكينسون.

## القصة
بعد عامين من صراع الغرور الذي أجبر شركة ميستري على إغلاق أبوابها، سكوبي دو وأتباعه الماهرون في حل الجريمة، فريد ودافني وشاجي وفيلما يذهبون بشكل فردي إلى جزيرة مخيفة للتحقيق في سلسلة من الحوادث الخارقة في بقعة استراحة الربيع الساخنة.

## الميزانية والإيرادات
بلغت تكلفة إنتاج الفيلم حوالي 84 مليون دولار بينما حقق إيرادات تقدر بـ 275,650,703 دولار.

## وصلات خارجية
- مقالات تستعمل روابط فنية بلا صلة مع ويكي بيانات